# Rigadin, cousin du ministre
Pour plus de détails, voir Fiche technique et Distribution.
Rigadin, cousin du ministre est un film muet français réalisé par Georges Monca, sorti en 1911.

## Fiche technique
- Titre : Rigadin, cousin du ministre
- Réalisation : Georges Monca
- Scénario : Frédéric Mauzens
- Photographie :
- Montage :
- Société de production : Société cinématographique des auteurs et gens de lettres (S.C.A.G.L)
- Société de distribution : Pathé Frères
- Pays d'origine :  France
- Langue : film muet avec les intertitres en français
- Métrage : 180 mètres
- Format : Noir et blanc — 35 mm — 1,33:1 — Muet
- Genre :  Comédie
- Durée : 6 minutes
- Dates de sortie : 
  - France : 5 mai 1911

## Distribution
- Charles Prince : Rigadin
- André Simon
- Henri Legrand
- Gaston Prika
- Fernand Tauffenberger
- Paul Calvin
- Edmond Godot
- Édouard Delmy
- Albert Darville
- Henri Ferdal
- Léon Favey
- Gaston Benoît
- Madame Benoît
- Madame Aufort
- Bessy
- Caillet
- Tauffenberger fils